# Prix Kuvastaja
Le prix Kuvastaja est une prix littéraire de littérature fantastique finlandaise décerné annuellement par la Suomen Tolkien-seura Kontu.

## Lauréats
Les lauréats sont:
| Année | Auteur                   | Ouvrage                                                             |
| ----- | ------------------------ | ------------------------------------------------------------------- |
| 2001  | Johanna Sinisalo         | Ennen päivänlaskua ei voi                                           |
| 2002  | Sari Peltoniemi          | Hirvi'                                                              |
| 2003  | Tuula T. Matintupa       | Tuulen kalastajat                                                   |
| 2004  | Juha Ruusuvuori          | Nokian nuoriso-ohjaaja                                              |
| 2005  | Ilkka Auer               | Sysilouhien sukua                                                   |
| 2006  | Jyrki Vainonen           | Perintö                                                             |
| 2007  | Pasi Ilmari Jääskeläinen | Lumikko ja yhdeksän muuta                                           |
| 2008  | Päivi Honkapää           | Viides tuuli                                                        |
| 2009  | Anni Nupponen            | Nainen ja kuningas                                                  |
| 2010  | Helena Waris             | Uniin piirretty polku                                               |
| 2011  | Pasi Ilmari Jääskeläinen | Harjukaupungin salakäytävät                                         |
| 2012  | Helena Waris             | Sudenlapset                                                         |
| 2013  | Jenny Kangasvuo          | Sudenveri                                                           |
| 2014  | Helena Waris             | Talviverinen                                                        |
| 2015  | Helena Waris             | Vuori                                                               |
| 2016  | Emmi Itäranta            | Kudottujen kujien kaupunki                                          |
| 2017  | Virve Sammalkorpi        | Paflagonian perilliset – Iax Agolaskyn päiväkirjan säästyneet sivut |
| 2018  | Elina Rouhiainen         | Muistojenlukija                                                     |
| 2019  | Maria Turtschaninoff     | Maresin voima (Breven från Maresi)                                  |